# بریتیش ریل کلاس ۴۶۵
بریتیش ریل کلاس ۴۶۵ (انگلیسی: British Rail Class 465) یک قطار خودگرانشی الکتریکی ساخت گروه آب‌ب و آلستوم است.
این قطار که از سال ۱۹۹۱ تا ۱۹۹۴ تولید می‌شده و دارای ۲٫۸۱ متر عرض، ۱۲۱ کیلومتر بر ساعت سرعت نهایی و ۱٬۶۰۸ اسب بخار توان خروجی است.

## نگارخانه

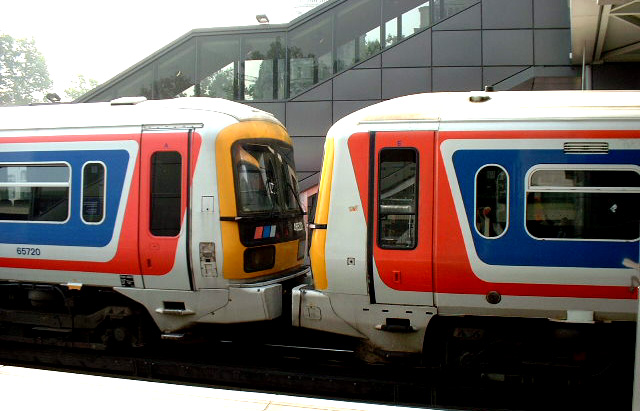
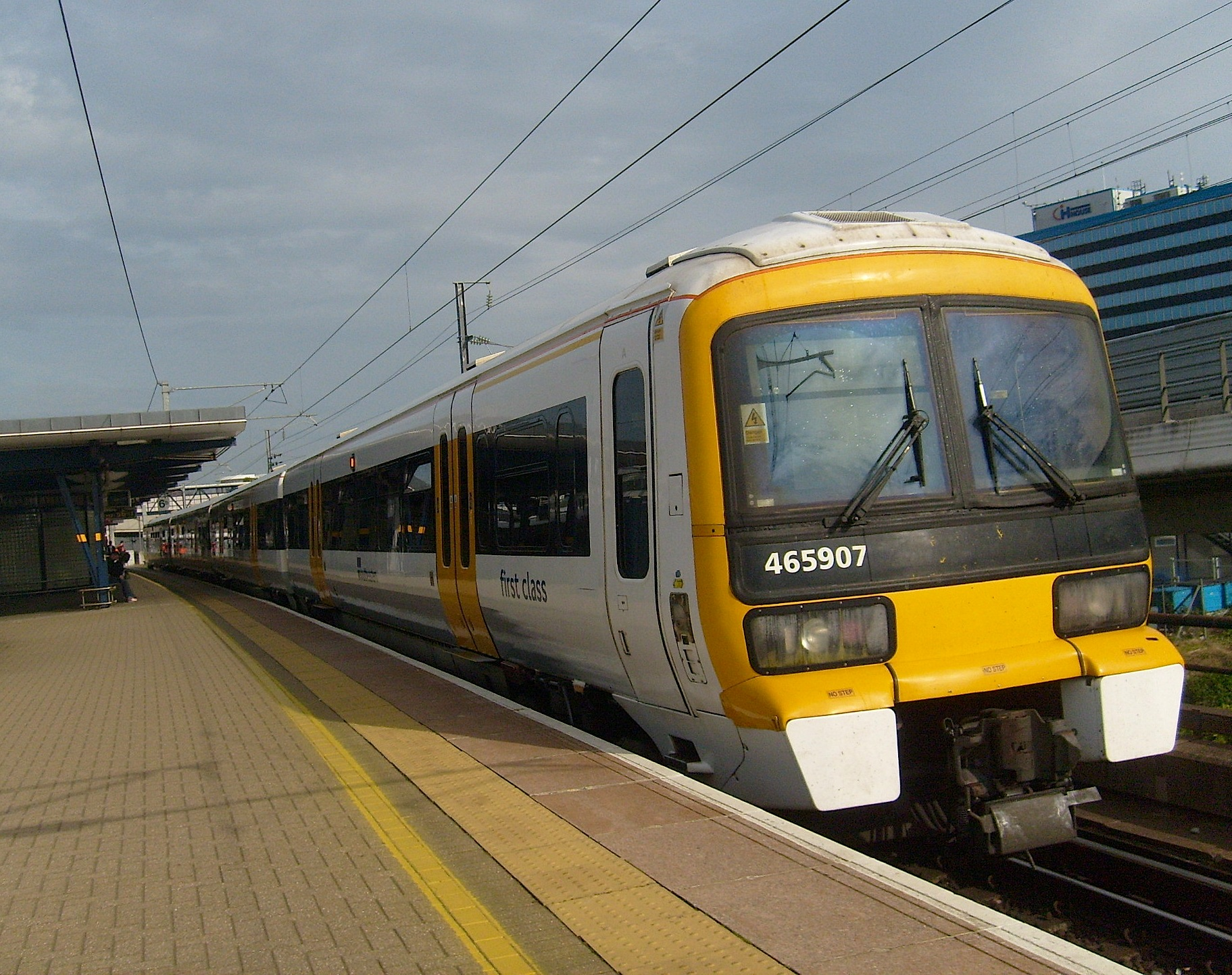
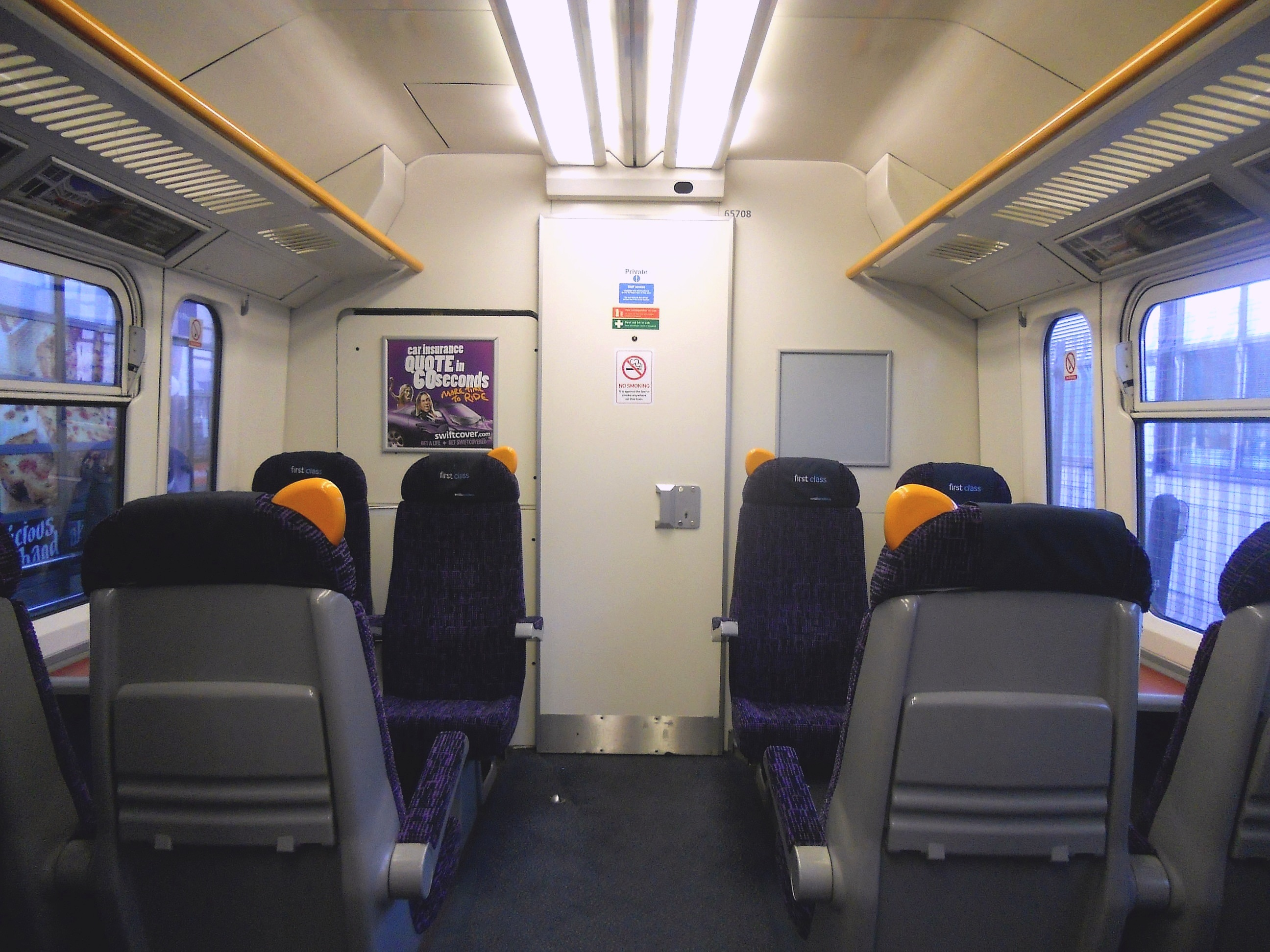
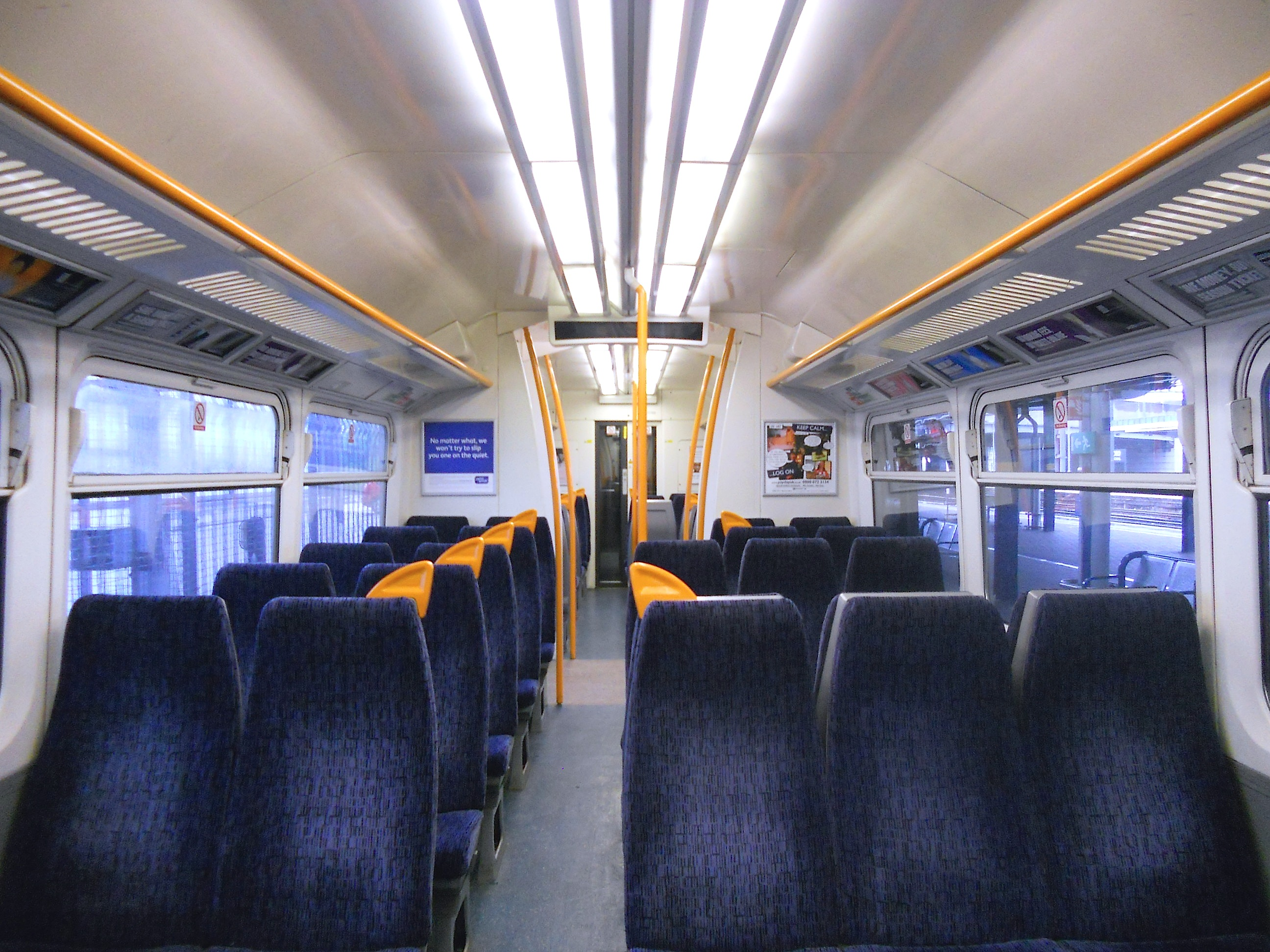
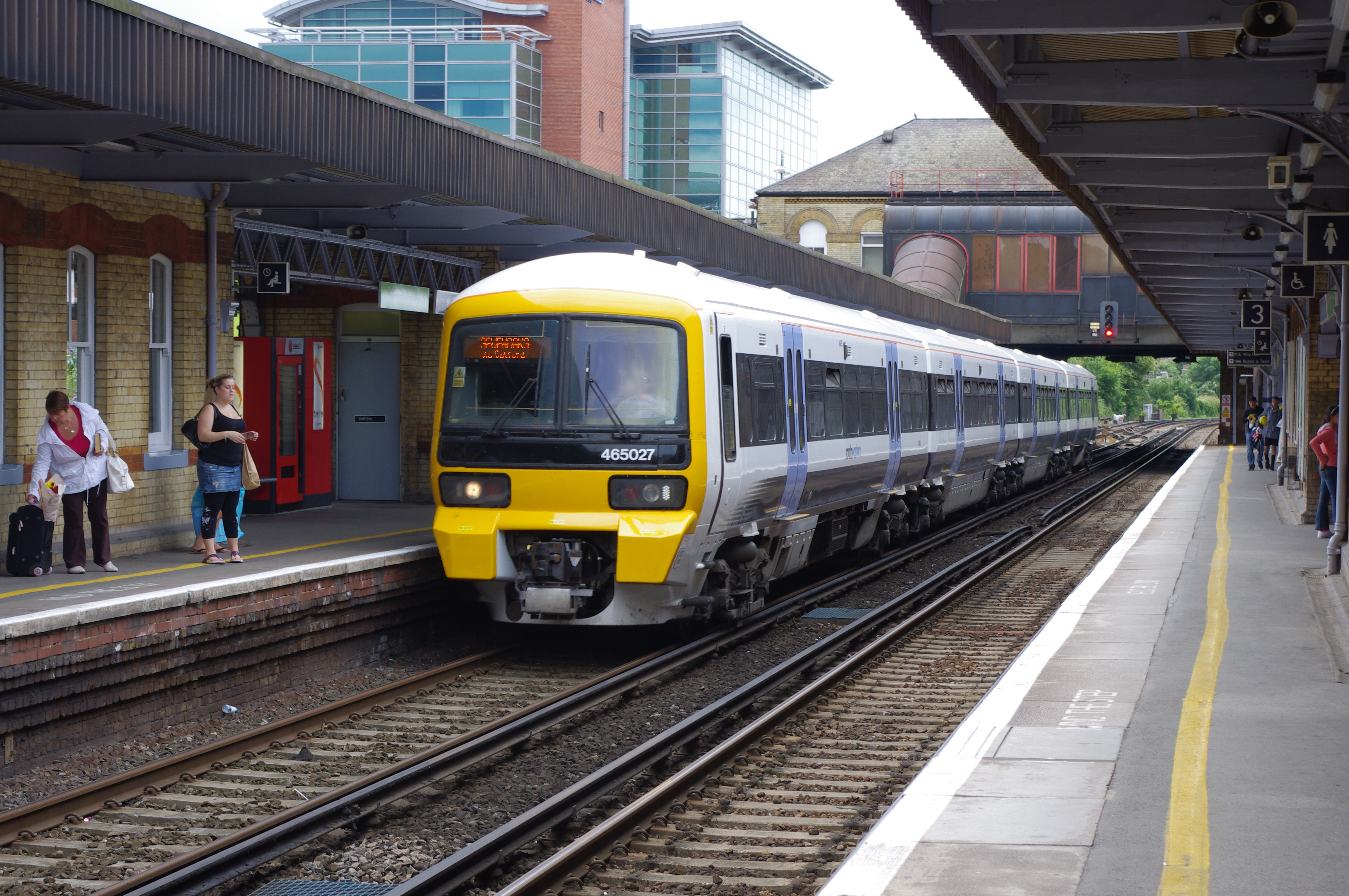
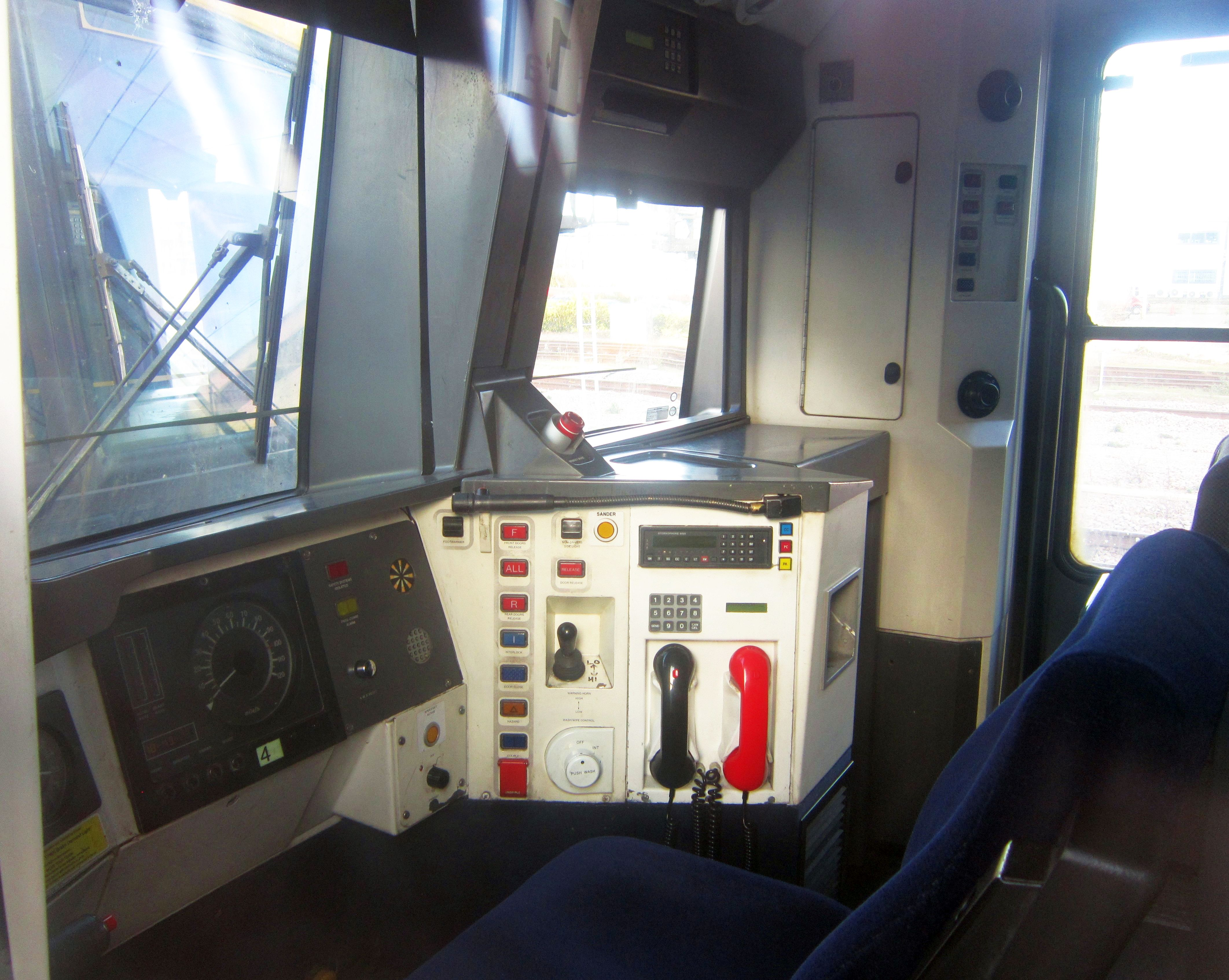